# Grand Prix Francie 1959
Grand Prix Francie 1959 (oficiálně XLV Grand Prix de l'ACF) se jela na okruhu Reims-Gueux v Gueux, Marne ve Francii dne 5. července 1959. Závod byl čtvrtým v pořadí v sezóně 1959 šampionátu Formule 1.

## Závod
| Poř.   | No. | Jezdec                  | Konstruktér     | Počet kol | Čas/Odstoupení  | Pořadí na startu | Body |
| ------ | --- | ----------------------- | --------------- | --------- | --------------- | ---------------- | ---- |
| 1      | 24  | Tony Brooks             | Ferrari         | 50        | 2:01:26.5       | 1                | 8    |
| 2      | 26  | Phil Hill               | Ferrari         | 50        | + 27.5          | 3                | 6    |
| 3      | 8   | Jack Brabham            | Cooper-Climax   | 50        | + 1:37.7        | 2                | 4    |
| 4      | 22  | Olivier Gendebien       | Ferrari         | 50        | + 1:47.5        | 11               | 3    |
| 5      | 12  | Bruce McLaren           | Cooper-Climax   | 50        | + 1:47.7        | 10               | 2    |
| 6      | 44  | Ron Flockhart           | BRM             | 50        | + 2:05.7        | 13               |      |
| 7      | 6   | Harry Schell            | BRM             | 47        | + 3 kola        | 9                |      |
| 8      | 40  | Giorgio Scarlatti       | Maserati        | 41        | + 9 kol         | 21               |      |
| 9      | 42  | Carel Godin de Beaufort | Maserati        | 40        | + 10 kol        | 20               |      |
| 10     | 38  | Fritz d'Orey            | Maserati        | 40        | + 10 kol        | 18               |      |
| 11     | 14  | Maurice Trintignant     | Cooper-Climax   | 36        | + 14 kol        | 8                |      |
| DSQ    | 2   | Stirling Moss           | BRM             | 42        | Diskvalifikován | 4                | 1    |
| Ret    | 30  | Jean Behra              | Ferrari         | 31        | Motor           | 5                |      |
| Ret    | 16  | Roy Salvadori           | Cooper-Maserati | 20        | Motor           | 16               |      |
| Ret    | 28  | Dan Gurney              | Ferrari         | 19        | Chladič         | 12               |      |
| Ret    | 34  | Innes Ireland           | Lotus-Climax    | 14        | Kolo            | 15               |      |
| Ret    | 18  | Ian Burgess             | Cooper-Maserati | 13        | Motor           | 19               |      |
| Ret    | 10  | Masten Gregory          | Cooper-Climax   | 8         | Psychika        | 7                |      |
| Ret    | 32  | Graham Hill             | Lotus-Climax    | 7         | Chladič         | 14               |      |
| Ret    | 20  | Colin Davis             | Cooper-Maserati | 7         | Únik oleje      | 17               |      |
| Ret    | 4   | Jo Bonnier              | BRM             | 6         | Motor           | 6                |      |
| DNS    | 36  | Asdrúbal Fontes Bayardo | Maserati        |           |                 |                  |      |
| Zdroj: |     |                         |                 |           |                 |                  |      |

Poznámky
1. ↑  Stirling Moss získal jeden bod za zajetí nejrychlejšího kola.

## Průběžné pořadí po závodě
Pohár jezdců
|        | Pořadí | Jezdec       | Body |
| ------ | ------ | ------------ | ---- |
|        | 1      | Jack Brabham | 19   |
| 2      | 2      | Tony Brooks  | 14   |
| 6      | 3      | Phil Hill    | 9    |
| 2      | 4      | Jo Bonnier   | 8    |
| 2      | 5      | Rodger Ward  | 8    |
| Zdroj: |        |              |      |

Pohár konstruktérů
|        | Pořadí | Konstruktér   | Body |
| ------ | ------ | ------------- | ---- |
|        | 1      | Cooper-Climax | 18   |
| 1      | 2      | Ferrari       | 16   |
| 1      | 3      | BRM           | 8    |
|        | 4      | Lotus-Climax  | 3    |
| Zdroj: |        |               |      |